# Bilcza (powiat kielecki)
Bilcza – wieś w Polsce, położona w województwie świętokrzyskim, w powiecie kieleckim, w gminie Morawica.
W latach 1954–1961 wieś należała i była siedzibą władz gromady Bilcza, po jej zniesieniu w gromadzie Dyminy. W latach 1975–1998 miejscowość należała administracyjnie do ówczesnego województwa kieleckiego.
W Bilczy urodził się ksiądz Piotr Ściegienny, znany działacz polityczny XIX wieku.
Wieś graniczy bezpośrednio z miastem Kielce oraz z miejscowością Kowala (gm. Nowiny). Jest ona najliczniejszą pod względem ludności miejscowością w gminie Morawica. W Bilczy gmina posiada grunty o łącznej powierzchni 40 ha, które przeznaczone są pod zabudowę przemysłową, nieuciążliwą dla środowiska. W Bilczy znajdują się: Szkoła Podstawowa im. ks. Piotra Ściegiennego (przy ulicy Szkolnej 2), kościół parafialny (nowy kościół w trakcie budowy), Ochotnicza Straż Pożarna Bilcza, gminny obiekt sportowy-hala sportowa „Bilcza” oraz wiele większych i mniejszych firm.
Obecnie (2016) na terenie miejscowości Bilcza są podłączone sieci gazowe. Na początku roku 2006 został uruchomiony radiowy dostęp do Internetu. Dojazd do Kielc zapewniają 3 linie autobusowe publicznej komunikacji zbiorowej organizowanej przez ZTM (nr 27, 29, 45; czas dojazdu 25 minut) oraz liczne połączenia komunikacji prywatnej minibusami. Przy ulicy ks. Piotra Ściegiennego 7A znajduje się Niepubliczny Zakład Opieki Zdrowotnej – „Bilcza” (poradnia: chirurgii ogólnej, kardiologiczna, okulistyczna, logopedyczna, otolaryngologiczna, pulmonologiczna oraz reumatologiczna).
W Bilczy, przy Zespole Szkół, działa 75 Kielecka Drużyna Harcerska Związku Harcerstwa Polskiego.

## Części wsi

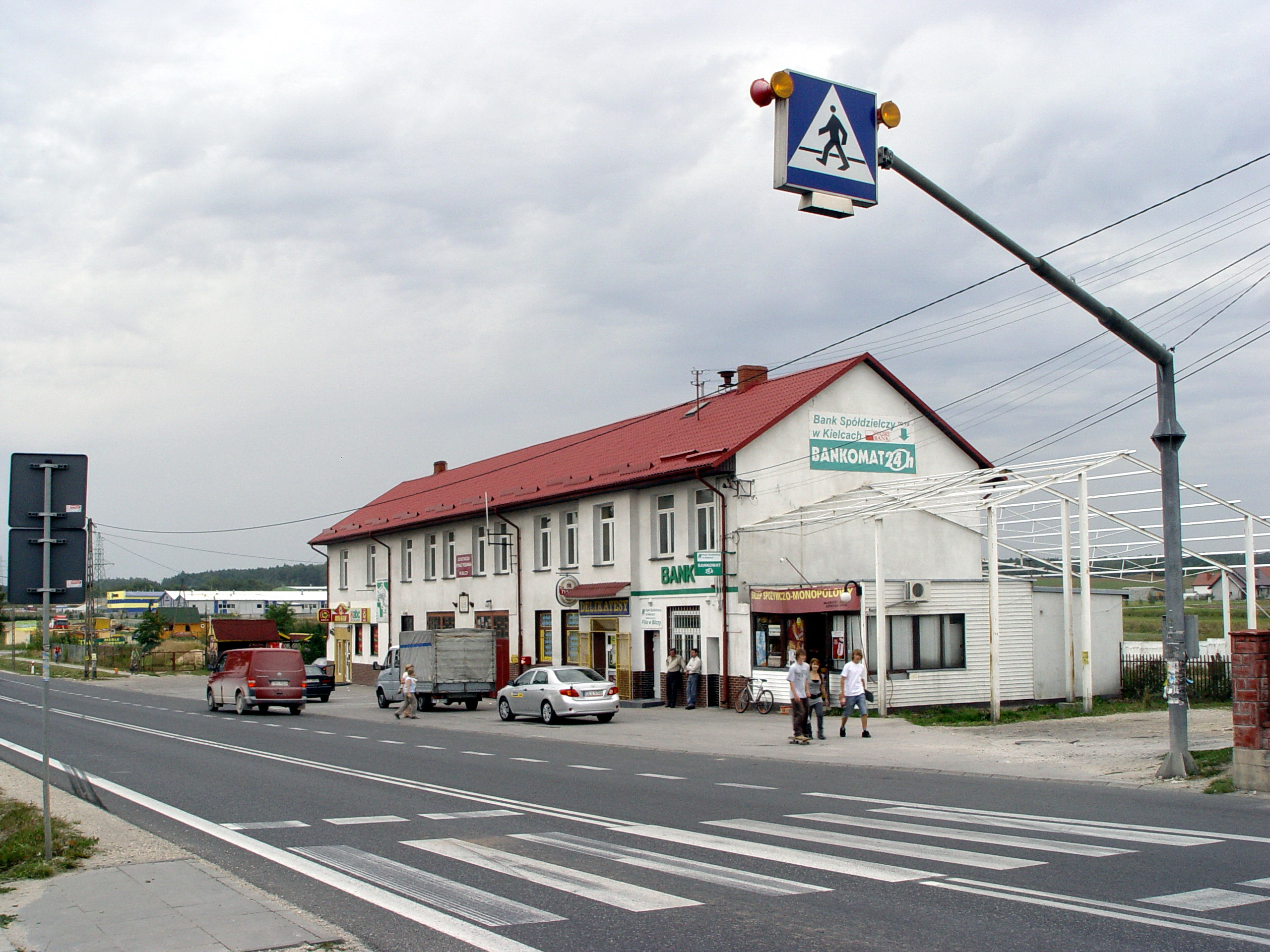
Ochotnicza Straż Pożarna w Bilczy, remiza przy trasie Kielce-Tarnów

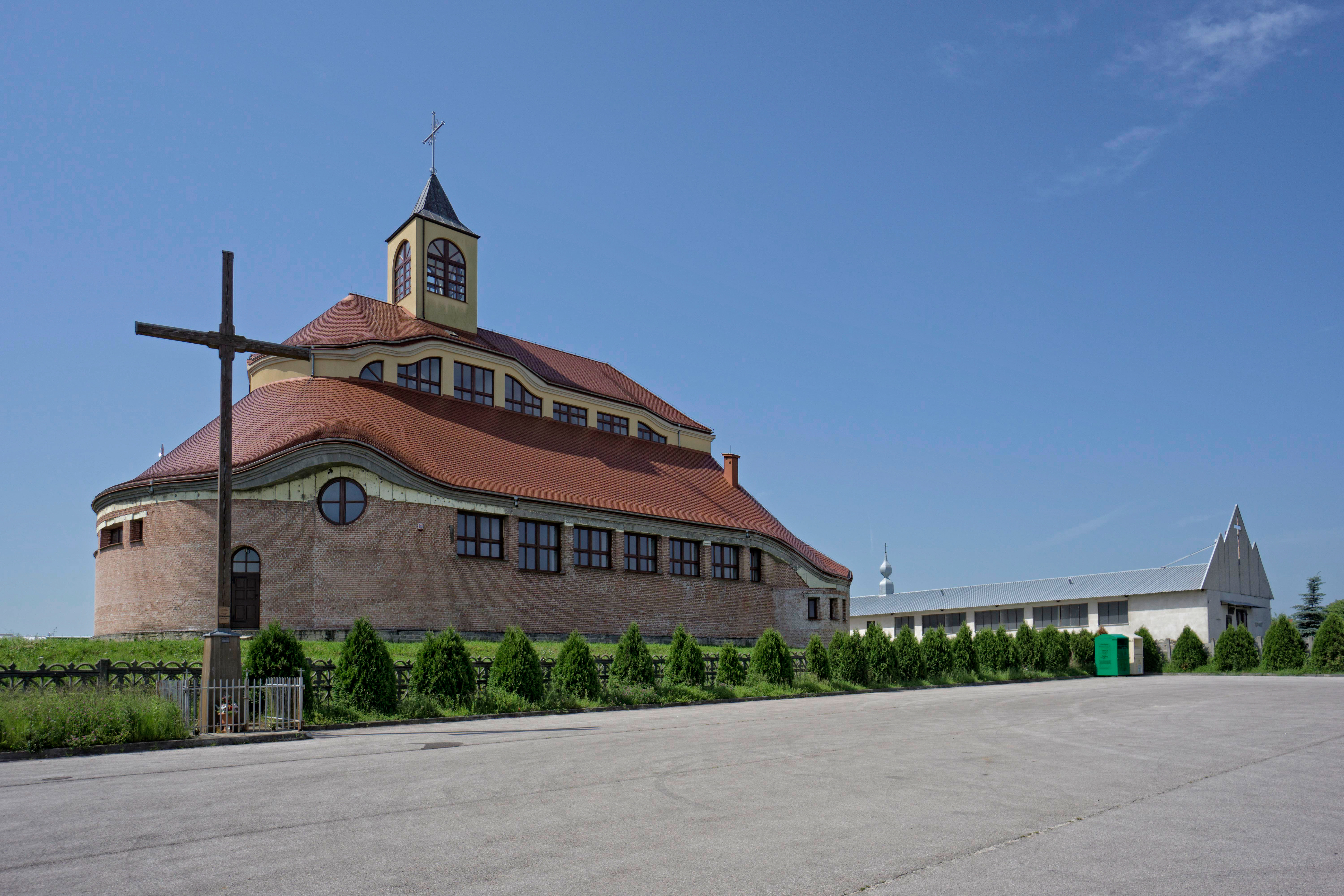
Kościół

| SIMC    | Nazwa               | Rodzaj      |
| ------- | ------------------- | ----------- |
| 0253712 | Bilcza-Folwark      | część wsi   |
| 0253729 | Chodcza-Leśniczówka | osada leśna |
| 0253735 | Ciołków             | część wsi   |
| 0253741 | Jawornia            | część wsi   |
| 0253758 | Nowiny              | część wsi   |
| 0253764 | Podgórze            | część wsi   |
| 0253770 | Podsukowie          | część wsi   |
| 0253787 | Zastawie            | część wsi   |

## Historia
Najstarsze zapisy dotyczące wsi pochodzą z roku 1351 (Kodeks katedry krakowskiej, II, 20).
W 1540 wieś Bielcza położona była w ówczesnym powiecie chęcińskim, stanowiła własność biskupów krakowskich, posiadała 6 łanów osiadłych i młyn na rzece Czarnej. Należała do klucza kieleckiego włości biskupów krakowskich.
W wieku XVIII istniało w niej wójtostwo, które posiadali Boguccy. W I połowie XIX wieś przeszła na własność rządu. Z budynków rządowych znajdowała się tu owczarnia, stodoły, obora z wozownią i spichrz z oborą. W roku 1827 według sporządzonego spisu posiadała 80 domów i 415 mieszkańców. Posiadała również szkołę. Przed 1848 rokiem na miejscu starej karczmy zbudowano nową, murowaną karczmę zajezdną, krytą gontem. Do Bilczy należał także folwark Chotcza, gdzie oprócz drewnianego domu dzierżawcy, istniała stajnia, obory, spichrz murowany, piętrowy, szopy, kurniki, suszarnia, stodoły, piwnica murowana oraz stary drewniany browar. Przy folwarku znajdowały się też trzy zgrody pańszczyźniane oraz młyn wodny z mieszkaniem dla młynarza. W roku 1848 liczyła już 98 zagród. Blisko 70% gospodarstw posiadało podstawowe budynki. W Bilczy znajdowały się również dwie kuźnie, jedna gromadzka, druga dworska.
Na terenie miejscowości miała działalność partyzancka, czego dowodem są trzy groby partyzanckie. W ich okolicy znajdowała się również gajówka, która została spalona przez Niemców. Dziś jedyną pozostałością po niej jest studnia.

## Osiedle Echo Investment
W 2000 roku w Bilczy do użytku zostało oddane osiedle „Bilcza” wybudowane przez Echo Investment – kielecką firmę. Znajdują się tam 183 domy jednorodzinne. Obecnie w stanie budowy znajduje się osiedle „Bilcza II” wyposażone w korty tenisowe, boisko do koszykówki oraz plac zabaw.